# Ptereleotris

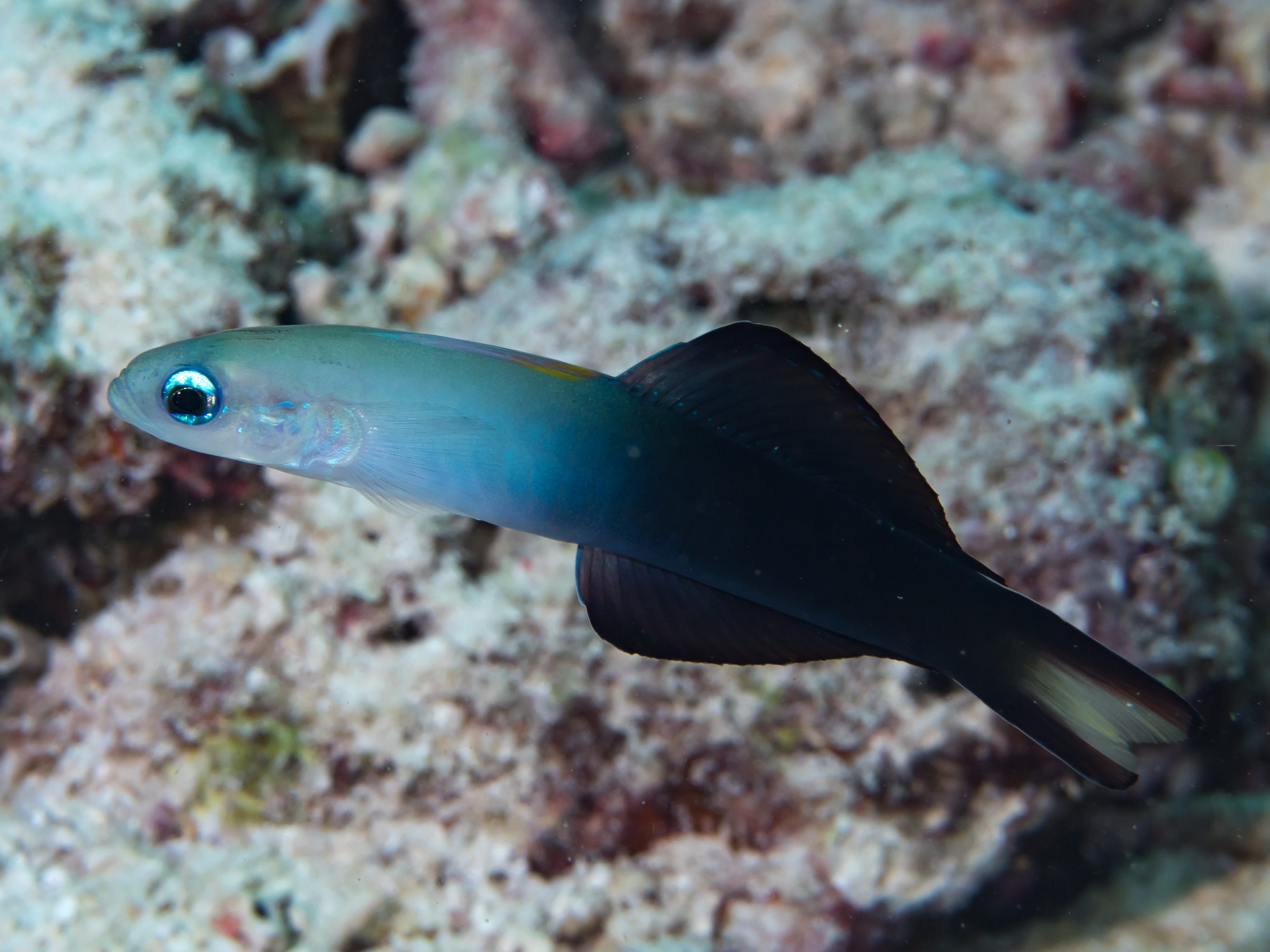
Ptereleotris evides

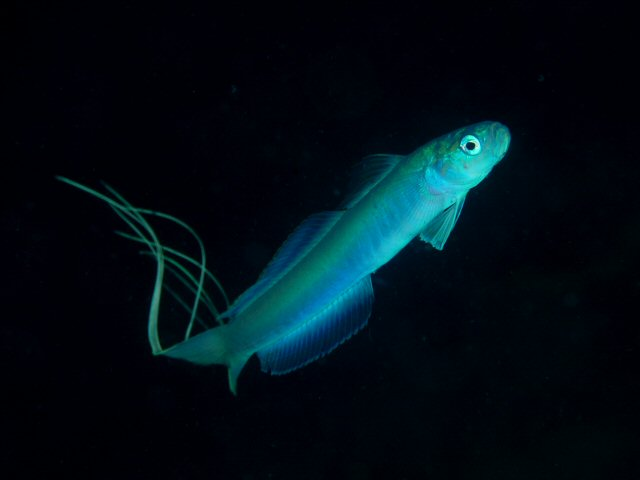
Ptereleotris hanae

Ptereleotris Gill, 1863 è un genere di pesci d'acqua salata appartenenti alla famiglia Microdesmidae e alla sottofamiglia Ptereleotrinae.

## Distribuzione e habitat
La maggior parte delle specie appartenenti a questo genere sono Indo-Pacifiche, ma alcune (P. calliura, P. helenae e P. randalli) sono anche diffuse nell'oceano Atlantico.

## Descrizione
Presentano un corpo allungato e compresso lateralmente che non supera i 15 cm. Le scaglie sono cicloidi, una delle caratteristiche che permettono di distinguerli dai generi Nemateleotris e Navigobius.

## Tassonomia
In questo genere sono riconosciute 20 specie:
- Ptereleotris arabica Randall & Hoese, 1985
- Ptereleotris brachyptera Randall & Suzuki, 2008
- Ptereleotris caeruleomarginata Allen, Erdmann & Cahyani, 2012
- Ptereleotris calliura (Jordan & Gilbert, 1882)
- Ptereleotris carinata Bussing, 2001
- Ptereleotris crossogenion Randall & Suzuki, 2008
- Ptereleotris evides (Jordan & Hubbs, 1925)
- Ptereleotris grammica Randall & Lubbock, 1982
- Ptereleotris hanae (Jordan & Snyder, 1901)
- Ptereleotris helenae (Randall, 1968)
- Ptereleotris heteroptera (Bleeker, 1855)
- Ptereleotris kallista Randall & Suzuki, 2008
- Ptereleotris lineopinnis (Fowler, 1935)
- Ptereleotris melanopogon Randall & Hoese, 1985
- Ptereleotris microlepis (Bleeker, 1856)
- Ptereleotris monoptera Randall & Hoese, 1985
- Ptereleotris randalli Gasparini, Rocha & Floeter, 2001
- Ptereleotris rubistigma Allen, Erdmann & Cahyani, 2012
- Ptereleotris uroditaenia Randall & Hoese, 1985
- Ptereleotris zebra (Fowler, 1938)

Nel 2020 è stata descritta una nuova specie, Ptereleotris cyanops Kodeeswaran & Praveenraj, la quale non è però ancora riconosciuta né da FishBase né dal World Register of Marine Species.